# 孔多塞陪审团定理
孔多塞陪审团定理（英語：Condorcet Jury Theorem, CJT）是一个政治科学上有关集体决策正确性概率的定理。此定理由马奎斯·孔多塞在1785年著的《論多數派決策的概率分析的應用》（Essay on the Application of Analysis to the Probability of Majority Decisions）上首次提出。
最简单的孔多塞陪审团定理假设群体需要通过多数表决来做出一个决定（如在陪审团制度中，由陪审员投票决定被告是否有罪）。表决的结果可能是正确或者错误的，每个投票者有一部分独立的个人信息（private information），这个信息有 p 的可能是正确的，投票者根据 p 做出决定。投票得出结果的正确性由 p 是否大于或小于 1/2 决定：
- 如果 p 大于 1/2 （即每个投票人有更大的投出正确选项的可能），则投票人数的增加将会增大群体得出正确结论的可能。当投票人数趋近于无限大时，群体投票得出正确结论的可能性无限接近于一。
- 然而如果 p 小于 1/2 （即每个投票人有更大的投出错误选项的可能），则投票人数的增加会增大群体犯错误的可能：此时最适当的陪审团人数应为一人。